# ألبرت ر. هال (سياسي)
ألبرت ر. هال (بالإنجليزية: Albert R. Hall)‏ هو سياسي أمريكي، ولد في 27 أغسطس 1884 في الولايات المتحدة، وتوفي في 29 نوفمبر 1969 في ماريون في الولايات المتحدة. حزبياً، نشط في الحزب الجمهوري. وقد انتخب عضو مجلس النواب الأمريكي.